# Wreckfest
Wreckfest es un videojuego de carreras desarrollado por Bugbear Entertainment y publicado por THQ Nordic.  Wreckfest es descrito como el espiritual sucesor de la serie FlatOut y una combinación entre FlatOut, Destruction Derby  y el juego de carrera culto de 1989 Street Rod. Una característica notable del juego es el modelado de daño corporal blando, que activa un daño basado en la localización que afecta las dinámicas de conducción Después de cuatro años de fase de acceso anticipado, la versión Microsoft Windows fue lanzada en junio de 2018, y la versión PlayStation 4 y Xbox One fueron lanzados el 27 de agosto de 2019 después de múltiples retrasos.

## Jugabilidad
El juego incluye una variedad de características de la jugabilidad, concretamente Carreras de bánger y Derby de demolición. La jugabilidad de carrera sigue las mismas reglas fundamentales de juegos modernos de carrera, como Need for Speed o Gran Turismo. El jugador controla un carro en una carrera o en un Derby de demolición, el objetivo es ganar la carrera o ser el único superviviente del Derby. Antes de participar en un evento, el jugador tiene que escoger un vehículo, elegir transmisión automática omanual, y finalmente elegir una pista de tierra o asfaltada para correr. Los jugadores también podrán comprar y vender vehículos, modificarlos, y realizar ''investigaciones''. El juego posee tres modos de juego, carrera, multijugador y eventos customs.
Las carreras se enfocan fuertemente en ''combate vehicular'' donde los jugadores tienen que encontrar un balance entre defensa táctica como esquivar los vehículos de los oponentes y los escombros, o tácticas más agresivas como aplastar a los oponentes y obligarlos a salirse del camino para adelantarlos, o evitar daños. Mientras Wreckfest se prioriza en las físicas y el daño vehicular es similar a anteriores juegos basados en juegos de carreta de destrucción como Criterio Burnout, Sigue un poco a la aproximación lenta y más estratégica, resultando en una experiencia de un juego de carreras más tradicional que en juegos comparables.

## Desarrollo
El desarrollo de Wreckfest comenzó en 2012 bajo el título en desarrollo de Next Car Game, y fue anunciado por primera vez por Bugbear Entertainment en el blog de Next Car Game en agosto de 2013. En una entrevista con IGN, la diseñadora principal del juego, Janne Suur-Näkki dijo que el juego debería alcanzar un ''estado de funciones completas'' en 2014, con todas las funciones claves implementadas. En una nota de prensa publicada por Eurogamer, Next Car Gamer fue oficialmente anunciado para PC.
Debido a la falta de soporte de los editores, el equipo de desarrollo proporcionó un acceso temprano al juego mediante pedidos anticipados en la página oficial Next Car Game, así como también con Steam Early Access y también con la creación de una campaña de Kickstarter como alternativa para elevar ganancias en orden para desarrollar el juego. La revisión del motor de física ha provocado que las actualizaciones del juego bajen lentamente. El juego fue actualizado por última vez el 27 de febrero de 2020.

### Campaña de Kickstarter fallida
Bugbear lanzó una campaña de Kickstarter el 1 de noviembre de 2013 En un esfuerzo para financiar el desarrollo de Next Car Game, con el objetivo de $350,000 para completar el juego, y una meta de $1,5 millones para crear una versión del juego para PlayStation 4 y Xbox One. La campaña fue cancelada el 22 de noviembre, después de ser obvio que el juego no alcanzaría la meta establecida, habiendo solo recaudado $81,772. Janne Suur-Näkki, Diseñadora principal del juego describió la campaña de Kickstarter como una experiencia desconcertante y decepcionante, ya que Bugbear tuvo que hacer todo lo posible para que la campaña se llevara a cabo debió a que Kickstarter y la legislación finlandesa imponían ''retos considerables'' en el proyecto.
Después de fallar en la meta de conseguir $350,000 en la campaña de Kickstarter, Bugbear concentró esfuerzos en una campaña de pre-orden en la página web oficial de Next Car Game. Un jugable ''adelanto tecnológico'' estuvo disponible para los que reservaron el juego, el adelanto poseía 24 vehículos y un solo nivel que los desarrolladores usaron internamente para probar el sistema de daño del juego. Tras una alta respuesta positiva de los jugadores  con respecto al adelanto, Bugbear lanzó una versión extendida llamada Sneak Peek v2.0 para todos los que reservaron el juego. Este adelanto tenía contenido adicional como máquinas de destrucción, más objetos destructibles dinámicos, y un ''cañón de física''.

### Acceso temprano
Siguiendo el éxito del adelanto de tecnología, una versión de acceso temprano del juego fue lanzada antes de Navidad en 2013. El acceso temprano lanzado contenía dos vehículos jugables y tres pistas, dos de las cuales eran pistas de carrera tradicionales mientras que otra era una arena de demolición Derby.
El lanzamiento del acceso temprano al juego fue un gran éxito y recibió buenos comentarios por parte de los corredores de la simulación. En el fin de semana de Navidad, el juego ya había vendido más que la meta inicial de $350,000 de Bugbear en su campaña de Kickstarter. Next Car Game fue subsecuentemente lanzado en el acceso temprano de Steam el 15 de enero de 2014, con especiales descuentos de precio ofrecidos antes del 29 de enero. El juego encontró tremendo éxito en la plataforma de Steam como Acceso temprano, ganando más de $1 millón en ventas durante una sola semana.
El 3 de octubre de 2014, Bugbear hizo un anuncio en el blog del juego para la sexta versión del juego que Next Car Game se titularía oficialmente Wreckfest. El anuncio vino con una definición del término "fiesta de naufragio" escrito en Urban Dictionary. En el mismo anuncio, Bugbear también anuncio un multijugador en línea de 18 jugadores que fue introducido con un nuevo modo de juego deathmatch y team deathmatch, así como también una pista y un vehículo. El desarrollador afirmó que el objetivo era un modo multijugador de 24 jugadores para el lanzamiento final, pero necesitarán más tiempos a optimizar el código red del juego.

### Lanzamiento oficial
La versión de Windows fue oficialmente lanzada fuera de acceso temprano el 14 de junio de 2018. en PlayStation 4 y Xbox las versiones estaban planeadas para ser lanzadas el 20 de noviembre de 2018, Pero se retrasaron para 2019 El 2 de julio de 2019, THQ Nordic anunció que el juego sería lanzado para consolas en agosto de 2019.

## Recepción
Wreckfest recibió ''criticas generalmente favorables'', de acuerdo al agregador de reseñas Metacritic.
El juego estuvo nominado para ''Mejor juego de deportes'' en la Gamescom 2017, por ''Juego de carrera del Año'' en la 22a edición anual del D.I.C.E. Premios, y por ''Juego, carreras originales'' en la Academia Nacional de Revisores Comerciales de Videojuegos.